# Universiade d'été de 1979
Navigation
Édition précédente Édition suivante
La 10e édition de l'Universiade d'été s'est déroulée à Mexico, au Mexique. Cette édition marquait la première fois que le Zimbabwe participait à l'Universiade d'été après avoir fait partie de la Rhodésie en 1959, 1961, 1963 et 1965. Ils ont été boycottés par les États-Unis et leurs alliés en signe de protestation contre la résolution de Nagoya.

## Tableau des médailles
| Rang | Pays               | Médaille d'or | Médaille d'argent | Médaille de bronze | Total |
| 1    | Union soviétique   | 31            | 26                | 13                 | 73    |
| 2    | Roumanie           | 21            | 14                | 16                 | 51    |
| 3    | Allemagne de l'Est | 14            | 3                 | 14                 | 31    |
| 4    | Hongrie            | 6             | 4                 | 4                  | 14    |
| 5    | Italie             | 4             | 6                 | 7                  | 17    |
| 6    | Pays-Bas           | 4             | 3                 | 4                  | 11    |
| 7    | Pologne            | 3             | 2                 | 5                  | 10    |
| 8    | Royaume-Uni        | 2             | 4                 | 3                  | 9     |
| 9    | Mexique            | 2             | 3                 | 3                  | 8     |
| 10   | Brésil             | 1             | 5                 | 4                  | 10    |
| 11   | France             | 1             | 2                 | 1                  | 4     |
| 12   | Tchécoslovaquie    | 1             | 2                 | 0                  | 3     |
| 13   | Australie          | 1             | 1                 | 4                  | 6     |
| 14   | Autriche           | 1             | 1                 | 3                  | 5     |
| 15   | Cuba               | 1             | 1                 | 1                  | 3     |
| 16   | Finlande           | 1             | 0                 | 3                  | 4     |
| 17   | Bulgarie           | 1             | 0                 | 2                  | 3     |
| 18   | Yougoslavie        | 1             | 0                 | 1                  | 2     |
| 19   | Inde               | 1             | 0                 | 0                  | 1     |
| 20   | Suisse             | 0             | 3                 | 5                  | 8     |